# 関市板取門出体育館
関市板取門出体育館（せきしいたどりかどいでたいいくかん）は、岐阜県関市にある関市が管理運営する体育館である。

## 概要
- 武儀郡板取村の板取第一小学校体育館として1982年（昭和57年）3月竣工。1997年（平成9年）に板取第一小学校が廃校となると体育館は地区の体育館に転用される。2005年（平成17年）に板取村が関市に編入されると関市の体育館となり、関市板取門出体育館に改称する。
- 体育館名の「門出」は、この地域の地名に因む。また、板取第一小学校の名称が1968年までは門出小学校であった。
- 板取ふれあいのまちづくり推進委員会が管理する。

## 利用案内
- 所在地：岐阜県関市板取2305番地
- 開館時間：8：30 - 21：30
- 休館日：月曜日（月曜日が祝日の場合は翌日）、休日の翌日（該当の休日の翌日が土日曜日、休日の場合は開館）、年末年始（12月29日〜1月3日）

## 交通アクセス
- 板取ふれあいバス「生老」バス停より徒歩約5分。

## 周辺施設
- 板取老人福祉センター
- 板取保健センター
- 関市国民健康保険板取診療所
- 板取郵便局